# Villaggio di Poggio Biddini
Il villaggio "castellucciano" di Poggio Biddini è sito nel territorio del comune di Acate in provincia di Ragusa.

## Storia
L'insediamento risale all'età del bronzo (2300-1800 a.C.) nel periodo castellucciano. Il sito, scoperto nella seconda metà del XX secolo, 
rappresenta un villaggio agricolo costituito da circa 20-30 capanne abitate da una comunità umana. Le capanne avevano forme circolari o sub circolari ed alcune presentavano dei piccoli focolari all'interno. 
La particolarità del sito è dovuta alla scoperta di alcune sepolture attestanti una pratica funeraria ancora sconosciuta in Sicilia. Sotto il pavimento di una capanna sono stati rinvenuti due crani femminili separati dal resto del corpo e privi di mandibola. La cosa è stata interpretata come un segno di culto degli antenati al femminile.
Simili rinvenimenti si sono riscontrati solo in Israele.